# Elecciones locales de Ibagué de 2003
Las elecciones locales de Ibagué de 2003 se llevaron a cabo el 26 de octubre de 2003 en la ciudad de Ibagué, donde fueron elegidos los siguientes cargos:
- Alcalde de Ibagué..
- Los 19 miembros del Concejo de Ibagué.
- Los miembros de las Juntas Administradoras Locales de las 13 Comunas de Ibagué.

## Legislación
Según la Constitución de Colombia, pueden ejercer su derecho a sufragio los ciudadanos mayores 18 años de edad que no hagan parte de la Fuerza Pública, no estén en un proceso de interdicción, y que no hayan sido condenados. Las personas que se encuentran en centros de reclusión, tales como cárceles o reformatorios, podrán votar en los establecimientos que determine la Registraduría Nacional. La inscripción en el registro civil no es automática, el ciudadano debe dirigirse a la sede regional de la Registraduría para inscribir su identificación personal en un puesto de votación.
La Ley 136 de 1994 establece que para ser elegido alcalde se requiere ser ciudadano colombiano en ejercicio y haber nacido o ser residente del respectivo municipio o de la correspondiente área metropolitana durante un año anterior a la fecha de inscripción o durante un período mínimo de tres años consecutivos en cualquier época. El alcalde se elige por mayoría simple, sin tener en cuenta la diferencia de votos con relación a quien obtenga el segundo lugar.
Está prohibido para los funcionarios públicos del municipio difundir propaganda electoral a favor o en contra de cualquier partido, agrupación o movimiento político, a través de publicaciones, estaciones de televisión y de radio o imprenta pública, según la Constitución y la Ley Estatutaria de Garantías Electorales.
Los organismos encargados de velar administrativamente por el evento son la Registraduría Nacional del Estado Civil y el Consejo Nacional Electoral

### Voto en blanco
En Colombia el voto en blanco se considera una expresión del disenso a través del cual se promueve la protección de la libertad del elector. En la normativa electoral colombiana, el voto en blanco es “una expresión política de disentimiento, abstención o inconformidad, con efectos políticos”.
Algunas discusiones del Congreso se señaló que esa mayoría debía ser mayoría simple, sin embargo la Corte Constitucional ha hecho consideraciones que indican que se requeriría de mayoría absoluta, aunque no se ha pronunciado, ni conceptuado sobre este acto legislativo.

## Alcaldía de Ibagué
El 26 de octubre de 2003 fue elegido nuevamente alcalde de la ciudad Rubén Darío Rodríguez cuyo mandato comenzó el 1 de enero de 2008 y terminó el 1 de enero de 2011. De 277.868 de votos potenciales, 140.554 participaron, recibiendo Rodríguez 34.334 es decir el 24.43 %, mientras que su contrincante más cercano, Luis Hernando Rodríguez, logró 30,540 es decir el 21.73 % de los votos.

### Planes de Gobierno
Todos los planes de gobierno de los candidatos a la Alcaldía de Bogotá se encuentran en la página web de la Registraduría Nacional.

### Encuestas
Estas encuestas son previas a la oficialización de las candidaturas y después de la misma hasta el día de las elecciones.
| Fecha                   | Encuestador                         | Candidato             | Candidato             | Candidato                | Candidato      | Candidato | Candidato        | Candidato       | Estadísticas | Estadísticas | Estadísticas |
| Luis Hernando Rodríguez | Óscar Barreto Quiroga               | Rubén Darío Rodríguez | Olga Beatriz González | Edgar Antonio Valderrama | Voto en blanco | Ninguno   | Indeciso (Ns/Nr) | Margen de error | Fuente       |              |              |
| ----------------------- | ----------------------------------- | --------------------- | --------------------- | ------------------------ | -------------- | --------- | ---------------- | --------------- | ------------ | ------------ | ------------ |
| 24/05/2007              | Centro Nacional de Consultoría Ltda | 22,0%                 | 21,0%                 | 19,0%                    | 11,0%          | 10,0%     | 6,0%             | -               | -            | 5,65%        | El Tiempo    |